# 华盛顿间谍博物馆
国际间谍博物馆（英語：International Spy Museum），是美國一家展示各种间谍装备和间谍活动史的私人博物馆。

## 簡介
國際間諜博物館位於美國首都華盛頓特區，成立於2002年7月19日，該博物館為美國獨一無二的收集間諜相關裝備及物品之博物館，館藏均來自全世界不同國家和地區的間諜裝備，也是世界上最大的蒐藏來自不同國家間諜裝備的博物館。該館有些裝備是首次呈現給普羅大眾，部分裝備還見證了一些國家歷史上最著名的間諜活動。該博物館的宗旨是向大眾介紹間諜活動的重要性，以此向觀眾提供確切的歷史資訊。

## 门票
博物馆首道门票：
- 儿童和成人（年龄在12-64周岁）：21.95美金
- 老人（65周岁以上）和军事情报机构人员：15.95美金
- 儿童（5-11周岁）：14.95美金

## 外部連結
- www.spymuseum.org（页面存档备份，存于）